# 佐竹政義
佐竹 政義（さたけ まさよし、文明16年（1484年） - 天文3年（1534年））は、戦国時代の武将。佐竹東家初代当主。
文明16年（1484年）、佐竹氏の第14代当主・佐竹義治の5男として生まれる。母は大山義長の娘。幼名は九郎。はじめ田口氏の養子となるが、やがて出家して僧侶となり、周悦と号した。しかし、兄の命令で還俗し、政義と名乗る。佐竹氏の居城である太田城の東に居城を構えたことから、「東殿」といわれた。そして同じく北に居城を構えた実兄の佐竹義信（北殿）と共に兄の佐竹義舜、甥の佐竹義篤を補佐した。
実兄の義信の後を追うように天文3年（1534年）に死去。享年51。法号は周悦・常清。後を嫡男の義堅が継ぎ、東殿家の子孫は佐竹本家の補佐役を代々務めることになった。
なお、政義の死で佐竹家中には政務を統御できる人物が一時的に不在となり、佐竹義篤とその実弟・佐竹義元の家督争いが起こることになった。